# كورتيز بيل
كورتيز بيل (بالإنجليزية: Cortez Belle)‏ هو لاعب كرة قدم بريطاني، ولد في 27 أغسطس 1983 في كوفنتري في المملكة المتحدة. لعب مع نادي تشستر سيتي ونادي سانت إيلي تاون ونادي كوناهس كواي ونادي هاليفاكس تاون ونيوبورت كونتي.

## وصلات خارجية
- كورتيز بيل على موقع قاعدة بيانات كرة القدم.إي يو (الإنجليزية)
- كورتيز بيل على موقع Soccerbase.com (لاعب) (الإنجليزية)